# Astragalus austrosachalinensis
Astragalus austrosachalinensis es una especie de planta del género Astragalus, de la familia de las leguminosas, orden Fabales.
Fue descrita científicamente por N. S. Pavlova.